# Design thinking
Il Design thinking è l’insieme dei processi cognitivi, strategici e pratici con il quale la progettazione di prodotti, edifici e macchinari è sviluppata da team di design.
Negli ultimi anni il concetto di Design thinking si è spostato verso l’innovazione di prodotti e servizi. In quest’ottica si configura come modello progettuale volto alla risoluzione di problemi complessi attraverso visione e gestione creative.
Tale approccio è stato codificato attorno agli anni 2000 da Tim Brown in California dall’Università di Stanford. È centrato sulle persone e si basa sull’abilità di integrare capacità analitiche con attitudini creative. Uscito dagli studi di design, sta permeando vari settori: in particolar modo la consulenza direzionale, la trasformazione digitale e la progettazione di software e interfacce.

## I principi del Design Thinking
L’applicazione del Design Thinking come leva innovativa può essere sintetizzata partendo da quattro principi di fondo.

### Creatività
il Design thinking è un approccio che fa leva sulla capacità delle persone coinvolte nell’essere creative. È infatti caratterizzato da strumenti e metodologie che supportano la generazione delle idee come l’How Might We.

### Prototipazione
La prototipazione velocizza i processi di Design thinking perché consente di comprendere in maniera rapida punti di forza e debolezza delle nuove soluzioni da implementare. Questo principio è strettamente correlato a quello di user contribution: nel Design thinking non ci si limita a definire i passi per immaginare un’idea o una soluzione, ma si arriva alla concreta realizzazione di tale idea mediante il confezionamento di un prototipo. Tali prototipi possono concretizzarsi in roadmap di sviluppo o addirittura in veri e propri modelli funzionanti.

### User Contribution
Il Design thinking nasce dalla volontà di guardare ai bisogni degli utenti e aiutarli a risolverli. Per questo è fondamentale il ruolo che l’utente finale ricopre nel processo di innovazione. Per assolvere a tale principio, nel Design Thinking si fa largo uso di ricerche etnografiche e A/B Test.

### Durata del processo
I progetti di Design thinking hanno una durata che può variare nell’ordine di ore, giorni, mesi e anni, a differenza di altri approcci basati sul design, come il Design Sprint utilizzato da Google, che hanno una durata definita. Questo perché il processo di Design thinking predilige fasi e dinamiche divergenti, in cui si generano innumerevoli nuove idee attraverso lunghi momenti di brainstorming.

## Modelli di Design thinking
L’Osservatorio Design thinking for Business del Politecnico di Milano ha individuato quattro forme e interpretazioni diversi che il Design thinking può assumere a seconda delle sfide specifiche e degli obiettivi del progetto di innovazione.

### Creazione di soluzioni
Queste metodologie fanno leva su competenze creative e ideative e sono le più diffuse tra società di consulenza, studi di design, agenzia digital e sviluppatori di software e tecnologie:
- Creative Problem Solving. È la metodologia con la quale le imprese innovano comprendendo i bisogni dell’utente e immaginando la più elevata gamma di soluzioni possibili per rispondere alle sue esigenze, per poi restringere il campo fino a trovare la soluzione dominante.
- Sprint Execution. Con questa tipologia di Design thinking ci si pone un obiettivo di realizzare e testare prodotti efficaci al fine di apprendere dai clienti e migliorare la soluzione. È la metodologia in cui si fa più largo uso dei principi di Prototipizzazione e User Contribution.

### Creazione di vision
Queste metodologie fanno leva su attitudini critiche e interpretative:
- Creative Confidence. L’approccio mira a creare all’interno delle organizzazioni i presupposti perché possano essere innovative e inclini al cambiamento, stimolando, ad esempio, attitudini alla base del Design Thinking come empatia e tolleranza al rischio ed al fallimento.
- Innovation of Meaning. È l'approccio con il quale le imprese ridefiniscono la visione aziendale, i messaggi e i valori legati ai prodotti e ai servizi che offrono: si tratta di una interpretazione di Design Thinking che ha come obiettivo quello di individuare direzioni e strategie in grado di apportare valore sia all’organizzazione che le promuove che all’utente finale.

## Evoluzione sostenibile del Circular Design Thinking
Il Circular Design Thinking è un approccio strategico al design, incentrato sull'identificazione di opportunità per la circolarità e la generazione di risultati sostenibili.
Questo metodo si articola in quattro fasi principali, ognuna caratterizzata da specifici strumenti ed esercizi: comprensione, definizione, sviluppo e pubblicazione.
Contrariamente a ciò che potrebbe sembrare, il processo non è lineare. Invece, prevede un dinamico intreccio tra le varie fasi, alternando tra comprensione e definizione, sviluppo e pubblicazione, a seconda delle esigenze del progetto. La metodologia è pertanto versatile e si adatta a tutte le fasi dello sviluppo, risultando particolarmente efficace quando implementata fin dall'inizio.
Come ogni metodo di design strategico efficace, il Circular Design Thinking è co-partecipativo, coinvolgendo le figure chiave nel processo decisionale aziendale e includendole attivamente per raggiungere una soluzione condivisa, univoca e resiliente.

## Principali ambiti di utilizzo
- Progettazione e lancio di startup
- Progettazione, realizzazione e distribuzione di prodotti e servizi innovativi
- Formazione[10]
- Consulenza strategica